# 京築広域農道
京築広域農道（けいちくこういきのうどう）は、福岡県京都郡みやこ町から築上郡上毛町に至る広域農道である。

## 概要
京築地域は南部ほど谷が多く、隣の谷への移動するには麓まで下り、迂回するような経路で行き来しなければならなかった。一部には谷越えの林道もあるが、道幅が狭いなどの通行上の問題も多かった。そのため、東西に谷を貫く300 - 650 m級のトンネル10本で京都郡みやこ町から築上郡上毛町を結ぶ農道が建設され、2012年6月26日、全線が開通した。道路は片側1車線ずつの広域農道で国道10号の南側を通過する。現在みやこ町勝山大久保 - 上毛町友枝間が既存の県道などを含めて一本で結ばれている。
国道10号の抜け道として使用される場合も多々ある。

### 路線データ
- 起点：福岡県京都郡みやこ町勝山大久保（みやこ町勝山新町交差点、国道201号交点、福岡県道58号椎田勝山線終点）
- 終点：福岡県築上郡上毛町大字上唐原（上毛町水出交差点、福岡県道・大分県道16号吉富本耶馬渓線起点、福岡県道・大分県道110号東下中津線上）

## 地理

### 通過する自治体
- 京都郡みやこ町
- 築上郡築上町
- 豊前市
- 築上郡上毛町